# Cyathea incana
Cyathea incana es una especie de helecho arbóreo nativo de Colombia, Ecuador, Perú, Bolivia, norte de Argentina. Se sabe muy poco sobre esta especie.